# Serafino Biagioni
Serafino Biagioni (Barile (Pistoia), 12 maart 1920 – Orciano Pisano, 13 februari 1983) was een Italiaans wielrenner die meerdere etappes won in de Ronde van Frankrijk en Italië.

## Carrière
In 1938 reed Biagioni zijn eerste jaar bij de amateurs. Dat jaar maakte hij deel uit van de voorselectie voor het WK op de weg, bij de amateurs. Hij werd uiteindelijk niet uitgekozen om deel te nemen aan de wedstrijd in het Nederlandse Valkenburg. Een jaar later won hij op 19-jarige leeftijd zijn eerste profwedstrijd; de Ronde van Emilia. Na de Tweede Wereldoorlog keerde hij terug in het peloton en ging rijden bij Viscontea en won eind april de GP Industria & Commercio di Prato. Zijn eerste etappezege in de Giro behaalde hij bij zijn vierde deelname in 1949. Biagioni won de vijfde etappe die finishte in Napels, Fausto Coppi werd vierde. Zijn volgende etappezege in de grootste ronde van zijn thuisland behaalde hij twee jaar later, in 1951. Ditmaal won Biagioni de elfde etappe voor Dante Rivola. Datzelfde jaar won Biagioni twee etappes in de Tour en droeg hij één dag de gele leiderstrui. In het eindklassement eindigde hij uiteindelijk op een vijftiende plaats, zijn beste resultaat in deze wedstrijd. Tevens nam hij viermaal deel aan de Ronde van Lombardije en Milaan-San Remo. In 1948 reed hij naar een negentiende plaats in de Ronde van Lombardije, zijn beste resultaat in een van deze klassiekers.
Hij overleed als gevolg van een auto-ongeluk op 14 februari 1983 toen hij op weg was naar de begrafenis van zijn zus, hij werd 62 jaar.

## Overwinningen
1939
Ronde van Emilia
1945
GP Industria & Commercio di Prato
1949
5e etappe Ronde van Italië
3e etappe Ronde van Lazio
1951
11e etappe Ronde van Italië
5e en 13e etappe Ronde van Frankrijk

### Resultaten in voornaamste wedstrijden
| Jaar | Ronde van Italië | Ronde van Frankrijk | Ronde van Spanje |
| ---- | ---------------- | ------------------- | ---------------- |
| 1946 | 12e              |                     |                  |
| 1947 | 18e              |                     |                  |
| 1948 | 9e               | 34e                 |                  |
| 1949 | 8e (1)           | 17e                 |                  |
| 1950 | opgave           | opgave              |                  |
| 1951 | 55e (1)          | 15e (2)             |                  |
| 1952 | 30e              |                     |                  |
| 1953 | 26e              |                     |                  |
| 1954 | 44e              |                     |                  |

| Jaar | Milaan-San Remo | Ronde van Lombardije |
| ---- | --------------- | -------------------- |
| 1946 |                 | 43e                  |
| 1947 |                 | 26e                  |
| 1948 |                 | 19e                  |
| 1949 |                 |                      |
| 1950 | 74e             |                      |
| 1951 | 75e             |                      |
| 1952 |                 | 42e                  |
| 1953 | 51e             |                      |
| 1954 | 70e             |                      |